# Gai Quinti Àtic
Gai Quinti Àtic (llatí: Gaius Quinctius Atticus) va ser un magistrat romà del segle i.
Era cònsol sufecte l'any 69. Es va declarar a favor de Vespasià, i junt amb altres partidaris d'aquest es va apoderar del Capitoli on va ser atacat per soldats de Vitel·li, i el Capitoli es va cremar. Àtic va ser fet presoner junt amb altres partidaris seus. Per evitar ser executat va haver de confessar que havia estat ell qui havia cremat el Capitoli, i no els homes de Vitel·li, car l'incendi del Capitoli era un acte reprovable pel poble, i Vitel·li no volia assumir aquesta responsabilitat.